# Benedikt Werner
Benedikt Werner OSB, Taufname: Anton Werner (* 18. Dezember 1748 in Dietfurt an der Altmühl; † 20. Oktober 1830 in München), war ein deutscher Benediktiner und Abt des Benediktinerklosters Weltenburg in Niederbayern.

## Leben
Nach der höheren Schulausbildung an den Gymnasien in Neuburg an der Donau und in Ingolstadt studierte Anton Werner ab 1765 Logik und Physik an der Universität Ingolstadt. Seinen Lebensunterhalt verdiente er sich in dieser Zeit durch Erteilen von Musikunterricht. Im Jahr 1767 trat er in die Benediktinerabtei Weltenburg ein. Man schickte ihn an das Commun-Noviziat der Bayerischen Benediktinerkongregation, das sich zu dieser Zeit in Kloster Scheyern befand. Am 9. Oktober 1768 legte er in Kloster Weltenburg die Profess ab und erhielt den Ordensnamen Benedikt. Ab 1769 absolvierte er seine theologische Ausbildung im Commun-Studium der Bayerischen Benediktinerkongregation in Kloster Prüfening und empfing am 19. Dezember 1772 die Priesterweihe. Im Kloster Weltenburg wirkte er zunächst als Lehrer im theologischen Hausstudium sowie als Bibliothekar. Außerdem bekleidete er 1775–1781 das Amt des Priors und wirkte als Seelsorger in den vom Kloster betreuten Pfarreien Holzharlanden (1781) und Reissing (1783).
Nach dem Tod von Abt Rupert Waxlhäuser wurde Benedikt Werner am 18. September 1786 vom Konvent von Weltenburg zu dessen Nachfolger gewählt. Bereits 1778 war er als Nachfolger von Abt Maurus II. Kammermair gewählt worden, hatte die Wahl jedoch abgelehnt. Nach der Bestätigung der Wahl durch den Bischof von Regensburg erfolgte am 1. Oktober 1786 die Benediktion durch den Regensburger Weihbischof Valentin Anton von Schneid.
Abt Benedikt Werner zeichnete sich durch Gelehrsamkeit und eine umsichtige Verwaltung des kleinen und nicht sehr vermögenden Klosters Weltenburg aus. Mit Erfolg bemühte er sich auch um die Wahrung der klösterlichen Disziplin im Konvent. Seit 1799 war  Benedikt Werner Vertreter des Rentamtes Straubing in der Bayerischen Landschaft (Landstände). Er gehörte zu den wenigen Äbten, die sich entschieden und kämpferisch der drohenden Säkularisation entgegenstellten.
Nach der Aufhebung des Klosters Weltenburg im Jahr 1803 übersiedelte Benedikt Werner nach München, wo er sich wissenschaftlichen Studien widmete. Schon seit seiner Zeit als Mönch in Weltenburg trat er durch politische, historische und andere wissenschaftliche Publikationen sowie als Komponist hervor. Seine historischen Schriften sind eine wichtige Quelle für die Kunst- und Regionalgeschichte des Umlandes von Weltenburg. Seine umfangreiche Bibliothek vermachte Benedikt Werner dem Priesterseminar in München.
Während seiner Ausbildung war Werner auch als Komponist tätig. Unter anderem schrieb er zwei Messen, mehrere Vespern, Offertorien und Antiphonen sowie zwei Musikdramen unbekannten Titels. Erhalten geblieben ist bis heute nur noch eine Vesper in C-Dur für 2 Violinen, Bass, Orgel, 2 Trompeten und Pauken. Eine um 1770 entstandene Abschrift befindet sich im Kloster Ottobeuren.

## Werke (Auswahl)
- Stündliche Notwendigkeit eines Landtags in Bayern, 1798.
- Das landesherrliche Recht über Klöster, 1800.
- Das Bierzwangrecht in Bayern, 1800.
- Antwort auf das Gespräch über den aufgehobenen Bierzwang, 1801
- Trauerrede auf den weiland Hochwürdigen, Hochwohlgebohrnen Herrn, Herrn Martinus, des berühmten und befreyten Stiftes und Klosters Prifling würdigsten Abt, Regensburg 1790.
- Historia Weltenburgensis usque ad Annum 1538, 1780–1783 (Ms. in der Bayerischen Staatsbibliothek).
- Geschichte des Klosters Weltenburg (24 Bände), 1806–1816 (Ms. in der Bayerischen Staatsbibliothek).
- Notitiae Historicae de re Musica (8 Bände), 1818–1824 (Ms. in der Bayerischen Staatsbibliothek).
- Quaedam de rebus Monasticis, 1827–1828 (Ms. in der Bayerischen Staatsbibliothek).